# Hronov
Hronov (deutsch Hronow) ist eine Stadt im Okres Náchod der Region Hradec Králové in Tschechien. Sie liegt sechs Kilometer nördlich von Náchod.

## Geographie

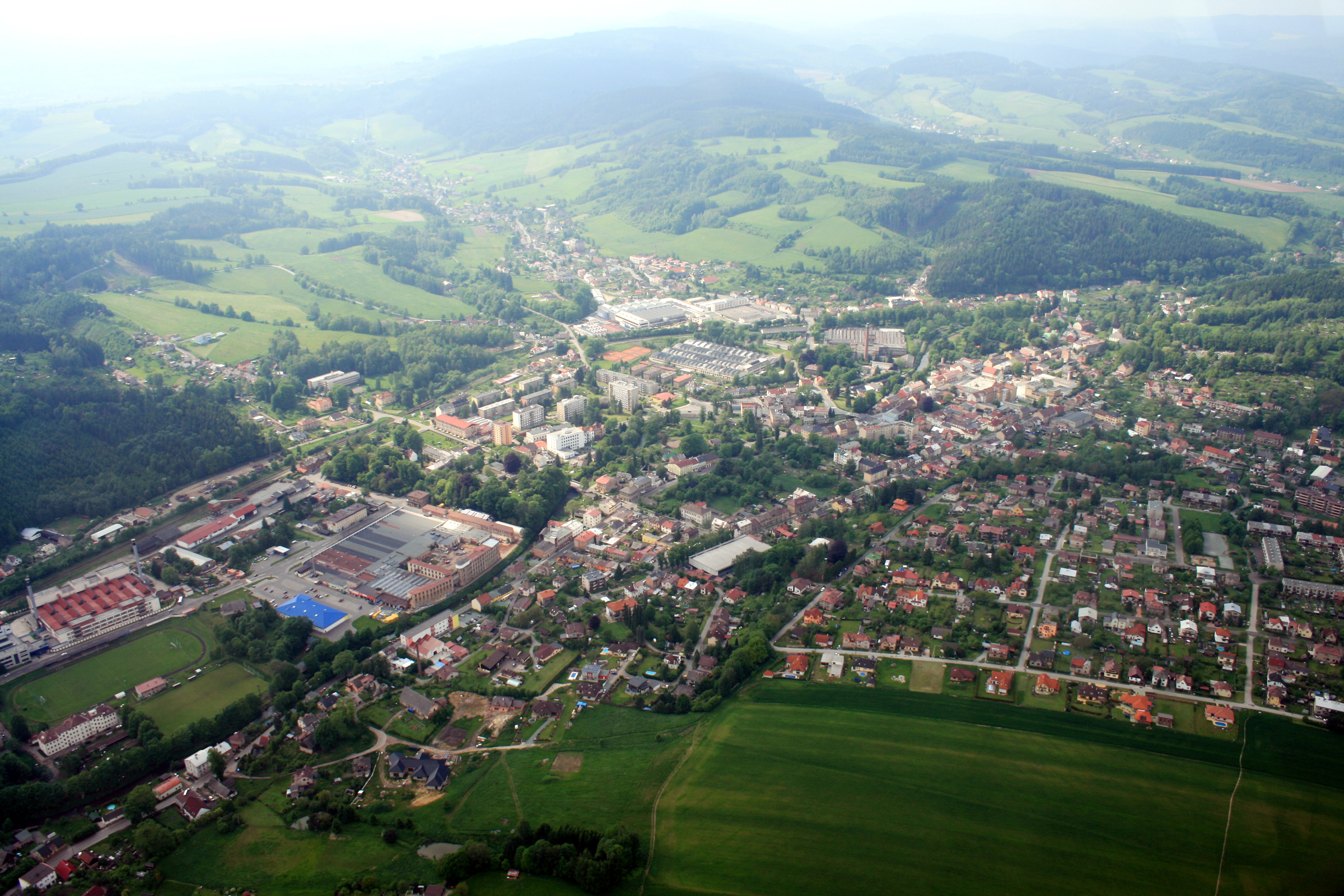
Luftbild

Hronov liegt im Tal der Metuje (Mettau). Östlich liegen jenseits der Grenze zu Polen das Heuscheuergebirge und der Böhmische Winkel; zu Letzterem hatte Hronov historisch bedingt starke Beziehungen, südöstlich liegt das Adlergebirge.
Nachbarorte sind Bezděkov (Bösig an der Mettau) und Machov (Machau) im Nordosten, Vysoká Srbská (Hochsichel) und Žďárky (Kleinbrand) im Osten, Velké Poříčí (Groß Poritsch) im Süden, sowie Horní Radechová (Ober-Radechau) und Červený Kostelec (Rothkosteletz) im Westen.
Im Ortsteil Malá Čermná (Kleintschermna) befindet sich ein Grenzübergang nach Czermna (Deutsch Tscherbeney), einem Ortsteil von Kudowa-Zdrój (Bad Kudowa).

## Geschichte

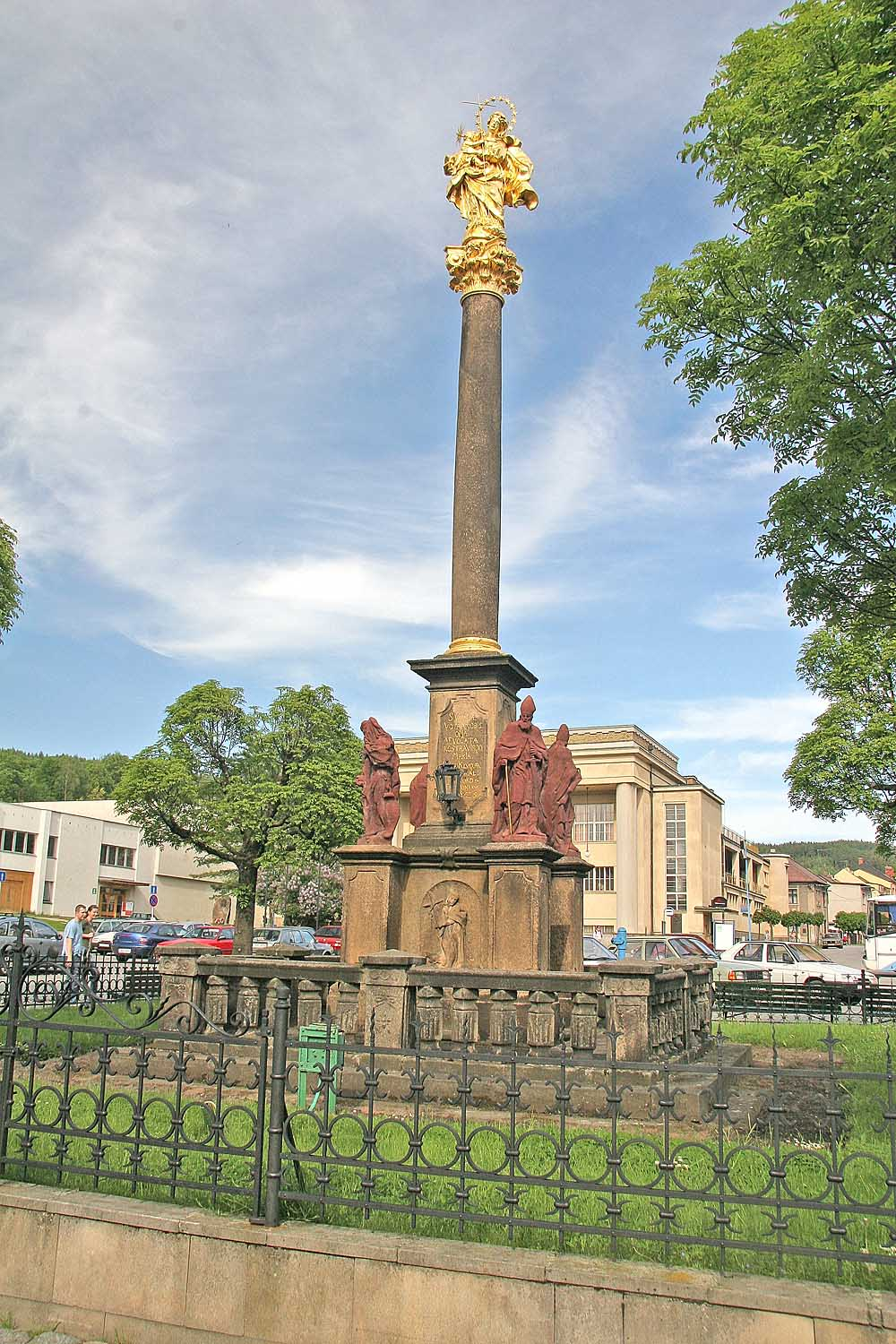
Barocke Mariensäule

Hronov, das vermutlich in der zweiten Hälfte des 13. Jahrhunderts entstand, wurde erstmals 1359 erwähnt. Es trägt den Namen seines Gründers Hron von Načerat, der für das Jahr 1254 als Hron von Náchod belegt ist. Es gehörte von Anfang an zu dessen gleichnamiger Herrschaft Nachod, mit der es bis zur Aufhebung der Patrimonialherrschaft 1848 verbunden blieb.
Aufgrund seiner Lage war Hronov wiederholt militärisches Durchzugsgebiet und musste viele Einquartierungen und Plünderungen erleiden. Im Dreißigjährigen Krieg wurde das Städtchen von den Schweden niedergebrannt.
Im Deutschen Krieg rückte am Morgen des 27. Juni 1866 das Gardekorps unter dem Kommando von  Prinz August von Württemberg ein. 1870 erhielt Hronov den Status einer Stadt. Mit dem Eisenbahnanschluss 1875 setzte ein wirtschaftlicher Aufschwung ein. Zu Beginn des 20. Jahrhunderts befanden sich hier eine Baumwollspinnerei, mechanische Webereien, Bleicherei.

## Verkehr
Der Bahnhof befindet sich an der Bahnstrecke Choceň–Meziměstí, der ehemaligen Linie Chotzen-Halbstadt der Österreichisch-Ungarischen Staatseisenbahn. Ein weiterer Bahnhalt ist die Haltestelle Hronov-Žabokrky.
Hronov liegt an der Straße (Staatsstraße 303) von Náchod über Malé und Velké Poříčí nach Broumov. Von dieser zweigt hier die Staatsstraße 567 nach Rtyně v Podkrkonoší  ab.

## Bildung
In Hronov befindet sich eine Hotelfachschule.

## Sehenswürdigkeiten
- Die 1359 erwähnte gotische Pfarrkirche Allerheiligen verfiel im Dreißigjährigen Krieg. Beim Wiederaufbau 1716–1717 wurde sie erweitert und barockisiert. Der frei stehende Glockenturm entstand 1610.
- Barocke Mariensäule auf dem Hauptplatz von 1725.
- Das Geburtshaus von Alois Jirasek stammt aus dem 18. Jahrhundert und ist als Museum eingerichtet.
- Das Stadttheater wurde 1930 nach Plänen des  Architekten Jindřich Freiwald errichtet.

### Einwohnerentwicklung
- 1832: 932 Einwohner (132 Häuser, 1 Judenfamilie)
- 1857: 1.200 Einwohner
- 1900: 3.710 tschechische Einwohner
- 1970: 7.404
- 1980: 7.189
- 1991: 6.653
- 2001: 6.519

## Gemeindegliederung
Zur Stadt Hronov gehören die Ortschaften:
- Malá Čermná (Kleintschermna)
- Rokytník (Roketnik)
- Velký Dřevíč (Großdrewitsch)
- Žabokrky (Froschhals)
- Zbečník (Sbetschnik)

## Persönlichkeiten

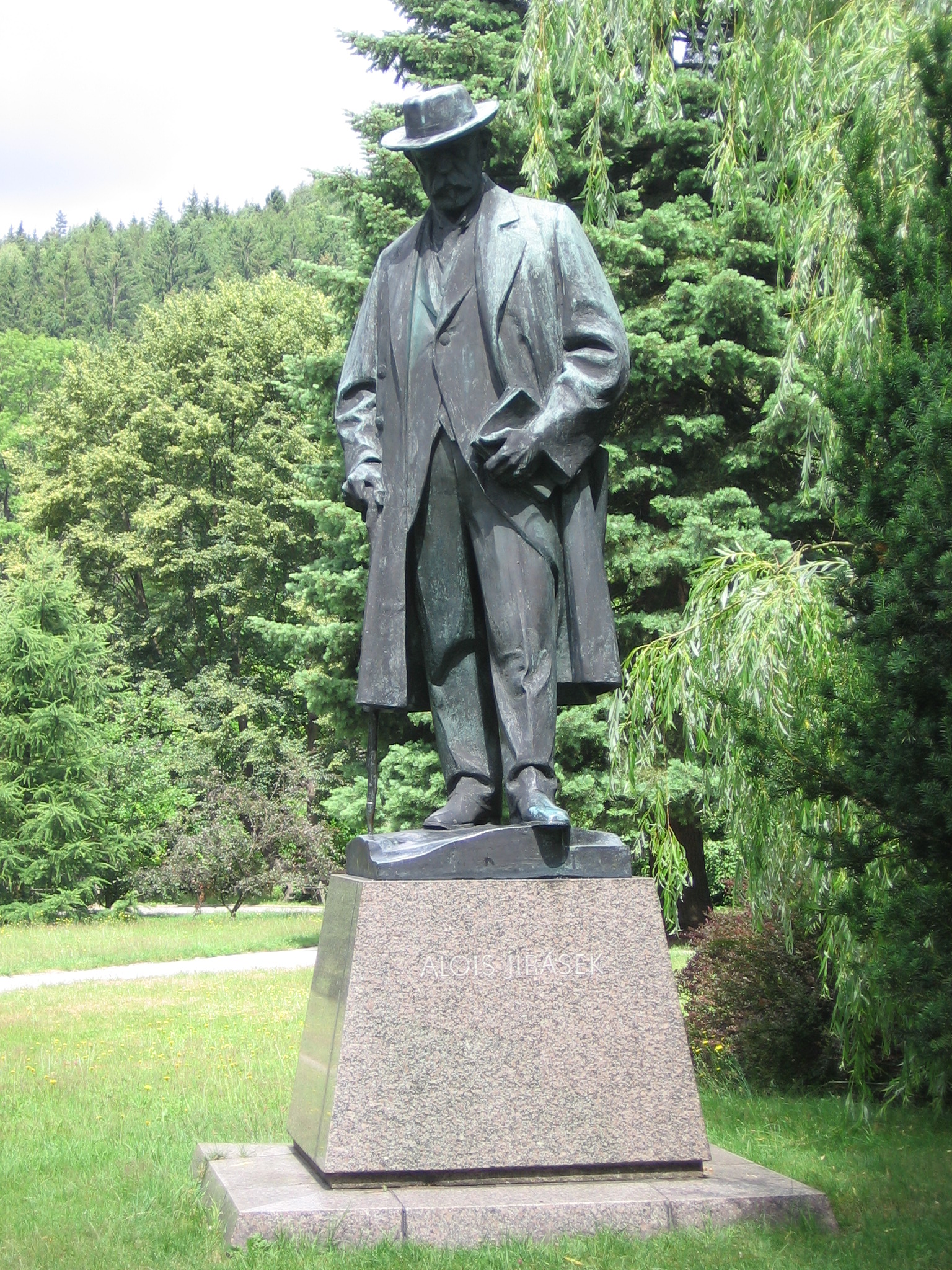
Statue des Alois Jirásek

- Josef Regner (1794–1852), Pfarrer von Hronov, späterer Dekan von Nachod, Volkserzieher
- Alois Jirásek (1851–1930), Schriftsteller
- Paula Gans (1883–1941), Malerin
- Helena Čapková (1886–1961), Schriftstellerin
- Josef Čapek (1887–1945), Maler, Graphiker und Schriftsteller
- Jindřich Freiwald (1890–1945), Architekt
- Josef Beneš (1901–1970), Philosoph
- Egon Hostovský (1908–1973), Schriftsteller

## Partnerstädte
- Langenbielau (Bielawa), Polen
- Bad Kudowa (Kudowa-Zdrój), Polen
- Warrington, Vereinigtes Königreich